# Rhachotropis lomonosovi
Rhachotropis lomonosovi is een vlokreeftensoort uit de familie van de Eusiridae. De wetenschappelijke naam van de soort is voor het eerst geldig gepubliceerd in 1934 door Gurjanova.